# Związek gmin Dietenheim
Związek gmin Dietenheim – związek gmin (niem. Gemeindeverwaltungsverband) w Niemczech, w kraju związkowym Badenia-Wirtembergia, w rejencji Tybinga, w regionie Dpnau-Iller, w powiecie Alb-Donau. Siedziba związku znajduje się w mieście Dietenheim.
Związek zrzesza jedno miasto i dwie gminy wiejskie:
- Balzheim, 1 993 mieszkańców, 17,58 km²
- Dietenheim, miasto, 6 588 mieszkańców, 18,76 km²
- Illerrieden, 3 367 mieszkańców, 18,17 km²